# Hy Zaret
Hy Zaret, eigentlich Hyman Harry Zaritsky (* 27. August 1907 in New York; † 2. Juli 2007 in Westport, Connecticut) war ein US-amerikanischer Liedtexter und Komponist.
Zaret, Sohn der russischen Einwanderer Max Zaritsky, einem Kleiderfabrikanten, und Dora Schiffman, ließ im Jahre 1934 seinen Namen ändern.
Er wurde 1955 als Texter des Songs „Unchained Melody“  (Musik von Alex North) bekannt, der mit 215 Coverversionen zu den meistgespielten Liedern des 20. Jahrhunderts zählt. 1956 wurde er für den Song bei der Oscarverleihung in der Kategorie „Bester Song“ nominiert.